# Bezalel Smotrich

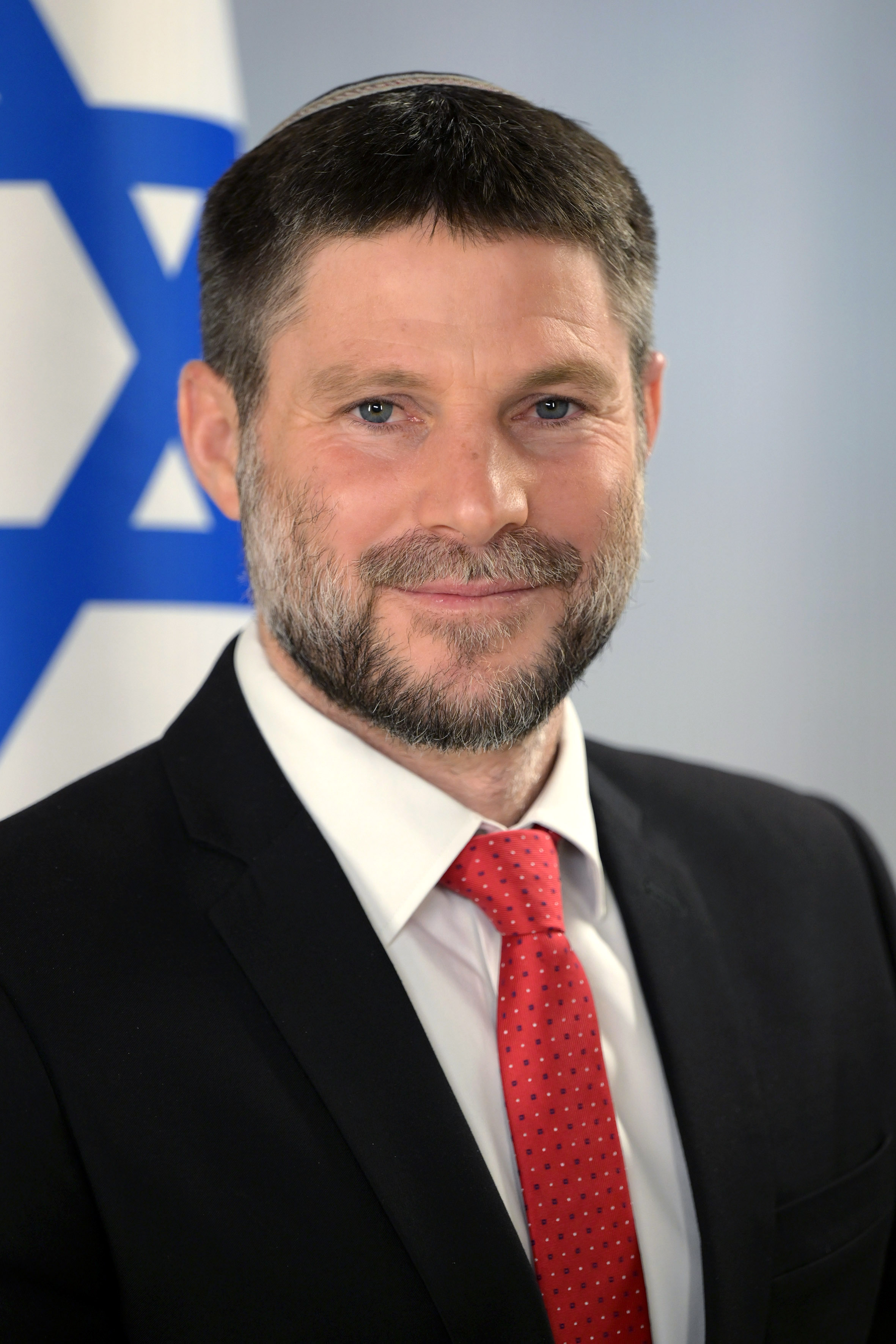
Bezalel Smotrich

Bezalel Yoel Smotrich (Hebreeuws: בְּצַלְאֵל יוֹאֵל סְמוֹטְרִיץ׳) (Haspin (Golanhoogvlakte), 27 februari 1980) is een Israëlische extreemrechtse politicus en advocaat.
Hij woont als kolonist in Kedumim, een Israëlische nederzetting die was opgezet als legerpost op de door Israël militair bezette Westelijke Jordaanoever. Het zich vestigen in door Israël bezette gebieden wordt door de Verenigde Naties en de internationale gemeenschap als illegaal beschouwd.
Smotrich hangt extremistische politieke visies aan. Zo kwam hij in 2015 in het nieuws toen hij zichzelf een 'trotse homofoob' noemde en homoseksuelen omschreef als abnormaal. Hij organiseerde een keer een 'Beestenparade' als protest tegen de Gay Pride Parade in Jeruzalem.

## Politieke loopbaan
Smotrich zit sinds 2015 in de Knesset in de 34e regering van Israël onder premierschap van Benjamin Netanyahu.
Hij was de leider van de Religieus Zionistische Partij die sinds augustus 2023 samengegaan is met Het Joodse Huis in De Nationale Religieuze Partij - Religieus Zionisme. Deze nieuwe partij wordt ook door Smotrich geleid.
Hij stond achter het scheiden van Joodse en Arabische moeders op de kraamafdelingen in de ziekenhuizen, "omdat zij vijanden zijn".
In mei 2016 beweerde hij dat Joodse aanvallen op Palestijnen voorkomen hadden kunnen worden als Israël in het verleden de juiste vergeldingsacties tegen de Palestijnen had uitgevoerd. Daarbij refereerde hij aan de brandstichting in juli 2015 in  Duma waarbij drie leden van een Palestijnse familie gedood werden, onder wie een kindje van 18 maanden oud.
Gesteund door de verkiezing van Donald Trump in de Verenigde Staten werd door de regering Netanyahu samen met de rechtse partijen, waaronder die van Smotrich, een aantal controversiële wetten doorgevoerd:
- Begin februari 2017 werd een controversiële wet aangenomen, de zogeheten Regulatiewet waarin illegale nederzettingen en outposts, die op Palestijns land gebouwd waren, legaal werden verklaard. Daaronder vielen ongeveer 150 huizen in Kedumin, waaronder dat van Smotrich, inclusief openbare voorzieningen en wegen. Smotrich juichte de wet toe, maar de oppositie zei dat "diefstal een officiële Israëlische politiek wordt." Onder deze wet kunnen duizenden van dergelijke illegaal gebouwde Joodse kolonistenwoningen met terugwerkende kracht gelegaliseerd worden.[11] Smotrich had de ontruiming van de illegale buitenpost/outpost Amona begin 2017 een brutale roof genoemd.[12]
- In maart 2017 werd een tweede wet aangenomen waarmee het supporters van de BDS-beweging verboden wordt Israël binnen te komen.[13] Smotrich was een van de aanjagers van de wet.

In 2021 zei hij dat David Ben-Goerion, Israëls eerste premier, "de job zou moeten hebben afgemaakt en alle Arabieren het land uit had moeten schoppen". Eerder dat jaar had hij gezegd dat Israëlische Arabieren "in elk geval voor nu" burgers van Israël waren.

### Minister van Financiën
Hij is sinds 2022 minister van Financiën in de 37e regering van Israël. Daarin kreeg hij binnen de COGAT de verantwoordelijkheid voor het civiel bestuur over de Joodse Israëlische nederzettingen in het C-gebied van de Oslo-akkoorden op de Westelijke Jordaanoever.
Hij richtte in maart 2023 de aandacht op zichzelf toen hij in Parijs een toespraak hield achter een katheder waarop een kaart van Groot-Israël (d.w.z. met inbegrip van de Westelijke Jordaanoever, Oost-Jeruzalem, de Gazastrook en Jordanië) was aangebracht. Daar zei hij dat er geen Palestijnse geschiedenis of cultuur was, er niet zoiets als een Palestijns volk was, en dat "hij en zijn grootouders de ware Palestijnen waren".Dit wekte de woede van de Palestijnse minister van Buitenlandse Zaken, die verklaarde: "Israëlische leiders wakkeren Joods extremisme en terrorisme aan tegen ons volk." De Amerikaanse woordvoerders bij de Veiligheidsraad, de Europese Unie en Egypte noemden Smotrich's uitspraken gevaarlijk, onacceptabel en in de weg staand van een tweestatenoplossing
Het voorgaande jaar waren op de Westelijke Jordaanoever meer dan 250 Palestijnen gedood door dagelijkse militaire razzia's en escalerend geweld van kolonisten. Na een aanval van een Palestijnse schutter op twee Israëlische kolonisten, staken kolonisten, velen gemaskerd,tientallen huizen en auto's in brand en doodden één inwoner. Israëlische soldaten bleven op afstand.  Smotrich, tevens minister bij het ministerie van Defensie, steunde de verwoestingen en riep in een tweet op tot het uitroeien van de Palestijnse stad Huwara, de stad waar de aanval plaatsvond. Hij nam dit terug, toen weer niet, weer wel en niet. Zowel het Centrum Informatie en Documentatie Israel (CIDI) als The New York Times waarschuwden voor zijn opruiende uitspraken en de Times schreef hem een grote rol toe in verschillende crises in Israël.
Smotrich en minister van Nationale Missies Orit Strock van de extreemrechtse partij Religieus Zionisme riepen op 11 mei 2023 afzonderlijk op tot de herovering van de Gazastrook als oplossing voor herhaalde botsingen met Palestijnse terreurgroepen in het gebied. In een interview met Channel 14 zei Smotrich dat het conflict van Israël met deze groeperingen een "chronisch probleem" was en klaagde hij dat beleidsmakers niet hadden geluisterd naar de voorafgaand aan de terugtrekking in augustus 2005 gedane waarschuwingen dat deze Israël open zou leggen voor raketbeschietingen.

### Sinds 7 oktober 2023
Een week na het uitbreken van de oorlog tussen Hamas en Israël op 7 oktober 2023 erkende hij op een persconferentie in Jeruzalem: Ik neem verantwoordelijkheid voor wat was en wat zal zijn. We moeten toegeven met pijn en met een gebogen hoofd: we hebben gefaald. Het leiderschap van het land en het veiligheidssysteem hebben gefaald in het handhaven van de veiligheid van onze inwoners. Als minister van Financiën moet ik andere prioriteiten stellen en middelen anders verdelen.
Op 8 maart 2024 werd zijn neef, een IDF-brigadecommandant, gedood tijdens gevechten met Palestijnse militanten in het zuiden van de Gazastrook.
Op 5 augustus 2024 zei Smotrich: “Niemand ter wereld zal toestaan dat we 2 miljoen mensen uithongeren, ook al is dat misschien gerechtvaardigd en moreel verantwoord om de gijzelaars te bevrijden.” Dit leidde tot veroordeling door onder andere de Europese Unie, Frankrijk en het Verenigd Koninkrijk.
In juni 2025 raakte bekend dat het Verenigd Koninkrijk, Australië, Canada, Nieuw-Zeeland en Noorwegen sancties hebben ingevoerd tegen Itamar Ben-Gvir en Smotrich, waardoor ze niet meer naar die landen mogen reizen, en hun bezittingen er bevroren werden. Volgens de Britse minister van Buitenlandse Zaken David Lammy zouden ze "aanzetten tot extreem geweld en het misbruik van de mensenrechten van Palestijnen".
Als eerste EU-land heeft Slovenië in juli 2025 de ultrarechtse Israëlische ministers Smotrich en Itamar Ben-Gvir op een zwarte lijst geplaatst, zij mogen het land niet meer in.